# RKS Karlovy Vary
RKS Karlovy Vary byl středovlnný vysílač sloužící k rozhlasovému vysílání, sestávající ze dvou stožárů umístěných v městské čtvrti Karlových Varů, Stará Role, v okrese Karlovy Vary. Vyšší z nich měří 107,5 metru, menší pak 47 metrů. V době největší slávy se vysílalo ze tří stožárů.
Výstavba vysílače probíhala v roce 1950. Původně byl objekt vybudován jako rušička signálu rozhlasové stanice Svobodná Evropa, pozemek byl obehnán plotem a dokola byly rozmístěny strážní budky. V začátcích vysílání se obsluha skládala z šestičlenných týmů, které se střídaly po dvanácti hodinách. V 80. letech vysílač obsluhovaly pouze dvoučlenné směny techniků. Kolem roku 1997 byl vysílač z iniciativy zaměstnanců modernizován, a díky tomu mohl být dálkově ovládán, v nepřetržité směně byl pouze jeden technik. Kolem roku 2000 se přešlo na automatický provoz bez dozoru člověka.
K vysílání ze Staré Role sloužily stožáry vysoké 47 a 107,5 metru. Z vyššího šířila na frekvenci 954 kHz své vysílání stanice ČRo Dvojka. Ve všední dny od 4:00 do půlnoci, o víkendu od 5:00. Vysílání bylo ukončeno 31. prosince 2021 ve 23:59:59.
Dne 1. dubna 2025 byly oba stožáry zbourány.

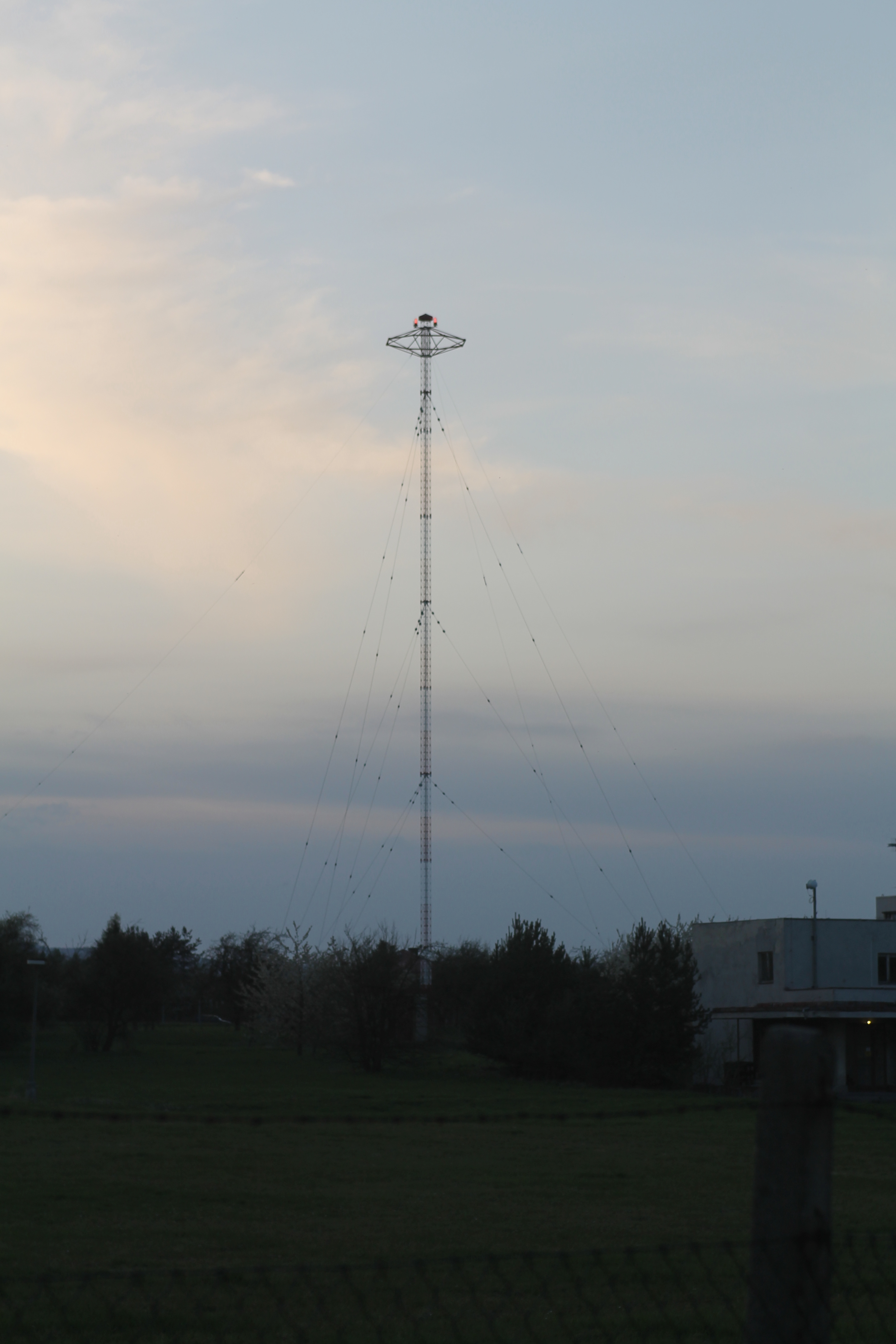
Menší z vysílačů typu JUCHO

## Dříve vysílaná rozhlasová stanice
|         | Stanice    | Kmitočet | Výkon (ERP) | Čas vysílání                            |
| ------- | ---------- | -------- | ----------- | --------------------------------------- |
| AM (SV) | ČRo Dvojka | 954 kHz  | 20 kW       | 4:00–23:59 (Po–Pá); 5:00–23:59 (So, Ne) |